# Orsodacnidae
Orsodacnidae jsou malou čeledí brouků, kteří byli dříve klasifikováni jako podčeleď čeledi Mandelinkovití (Chrysomelidae).

## Rody ze Severní Ameriky
- Aulacoscelis
- Janbechynea – rod dostal jméno podle entomologa českého původu Jana Bechyněho.
- Orsodacne